# Ammannia tenuis
Ammannia tenuis är en fackelblomsväxtart som beskrevs av Charles Baron Clarke. Ammannia tenuis ingår i släktet Ammannia och familjen fackelblomsväxter. Inga underarter finns listade i Catalogue of Life.